# Rafael Clavijo García
Rafael Clavijo García (Santa Cruz de Tenerife, España, 21 de octubre de 1924 - Ibídem; 21 de junio de 1999) fue un político canario. Asumió la presidencia del Cabildo Insular de Tenerife durante la Transición Española. Fue diputado ante las Cortes Generales y es conocido por haber presidido la Asociación de Enfermos Renales de Tenerife (ERTE). La promoción que hizo del ERTE llevó a convertir a la isla de Tenerife en el lugar del mundo con más trasplantes de riñón en la década de 1990.

## Vida y estudios
Rafael Clavijo García nació el 21 de octubre de 1924 en Santa Cruz de Tenerife, España, siendo hijo del profesor y comerciante José Clavijo de Torres y de Juana García Clavijo. Tuvo una hermana, Teresa Clavijo García, fallecida en 1994. 
Cursó sus primeros estudios en el Colegio Pureza de María, de Santa Cruz de Tenerife, hasta los ocho años. Desde los diez años de edad preparó el Ingreso de Bachillerato en la Academia Carrasco, en la misma ciudad. Cursó estudios en el Instituto de Enseñanza Media de Santa Cruz, en el Colegio La Salle de Arucas (Gran Canaria), y en el Colegio Corazón de María (Claret), de Las Palmas. Entre 1942 y 1947 estudió la carrera de Derecho en la antigua Universidad de La Laguna.

## Primeros años: abogado y directivo
En el bienio correspondiente a los años 1948 y 1949, Clavijo García preparó diversas oposiciones en Madrid, además de cumplir con el Servicio Militar en las islas de Tenerife y La Palma como Alférez de Complemento de la Milicia Universitaria.
En 1949 consiguió por oposición una plaza en el Cuerpo Técnico del Montepío Laboral, perteneciente al Ministerio de Trabajo, cargo que compatibilizó con el de Inspector de la Cámara Provincial Agraria de Santa Cruz de Tenerife. 
Compartió estas actividades con su trabajo como abogado y con otras de carácter cultural y deportivo: fue directivo del Casino Principal y del Círculo Mercantil de Santa Cruz, del Club Deportivo Tenerife y de la Federación Tinerfeña de Fútbol.
En 1953 ganó por concurso la plaza de Secretario de la Cámara Oficial de Comercio, Industria y Navegación de Santa Cruz de Tenerife, donde prestó sus servicios por más de veinticinco años. Desde este cargo fue también Secretario de la Junta Asesora de Comercio de Santa Cruz de Tenerife, bajo la presidencia del Gobernador Civil de la provincia, así como Secretario Asesor del Consejo Superior de Cámaras de Comercio de España, realizando múltiples actividades en Europa, África y América. En esta etapa, por la Comisaría Nacional del Plan de Desarrollo, fue elegido miembro de la misma y Secretario del Plan Canarias.
En 1971 solicitó la excedencia en la Cámara de Comercio porque fue nombrado director de la Caja General de Ahorros y Monte de Piedad de Santa Cruz de Tenerife. Más tarde ascendería a director general.

## Trayectoria política
El 2 de febrero de 1974 tomó posesión de la Presidencia del Cabildo Insular de Tenerife, cargo en el que permanece hasta el 20 de abril de 1979.
El 8 de febrero del mismo 1974 asumió la presidencial de la Mancomunidad Interinsular de Cabildos de la provincia de Santa Cruz de Tenerife. Fue Presidente asimismo de la Junta Interprovincial de Arbitrios Interinsulares (JIAI) y de la Junta Económica Interprovincial de Canarias (JEIC).   
En esta etapa, Clavijo García presidió numerosas empresas de ámbito insular y provincial: la Asociación Mixta de Compensación del Polígono de Güímar, el Polígono Insular de Granadilla y el Casino Taoro, entre otras.   
Su etapa política al frente del Cabildo Insular y la Mancomunidad Interinsular fue especialmente fructífera para las llamadas islas menores, que iniciaron un período de desarrollo sostenido. Entre sus actividades más recordadas, se encuentra el impulso dado al pueblo de Masca con la mejora y ampliación de la carretera que fue construida por los vecinos y las gestiones para la llegada del tendido eléctrico al caserío.  
Se incorporó de nuevo a su puesto de Director de la Caja de Ahorros, hasta que en las Elecciones Generales de 1982 fue electo Diputado a Cortes por la provincia de Santa Cruz de Tenerife, cargo en el que se mantuvo hasta 1989.

## Apoyo a los enfermos renales
En 1989 se le diagnosticó una insuficiencia renal que lo mantuvo durante nueve años en tratamiento de diálisis en el Hospital General y Clínico. En 1990 se incorporó a la Asociación de Enfermos Renales de Tenerife (ERTE), primero como Vicepresidente ejecutivo y, desde 1992, como Presidente.  
Clavijo García incorporó mejoras al ERTE y realizó una actividad ejecutiva caracterizada por la acción social básica, la promoción de la donación de órganos y la multiplicación de relaciones con entidades y personalidades de las islas. Es durante esa etapa que, con el apoyo del sector público y privado de Canarias, nació la Fundación Canaria de Trasplantes (FUNCAT), destinada a la concientización para la donación de órganos, a la concesión de becas de formación para médicos, al otorgamiento de fondos socio-asistenciales y al mayor bienestar social de los enfermos y de sus familias.  
Fruto de la gestión de Clavijo García al frente del ERTE, entre 1992 y 1997 se desarrollaron siete Campañas de Mentalización Ciudadana, entre las que destacan "Seguir viviendo" y "500 trasplantes renales en Canarias". Con estas campañas Canarias se convirtió en la comunidad con mayor índice de donaciones de órganos y trasplantes renales del mundo en 1994.  
ERTE fue premiada con un accésit por la Fundación Renal Íñigo Álvarez de Toledo, distinción entregada por la Reina Sofía. Rafael Clavijo promovió la adquisición de un citómetro de flujo para la Unidad de Investigación del Hospital Universitario, con lo que se amplió el campo científico de la misma. Del mismo modo participó en la creación de asociaciones de pacientes con patologías no renales con posibilidad de trasplantes, a fin de mejorar la situación de esos colectivos. 
Un año después de su fallecimiento y por la labor desarrollada, se dio el nombre "Rafael Clavijo" a la Fundación Canaria para la Investigación Biomédica del Hospital Universitario de Canarias.

## Ideología y personalidad

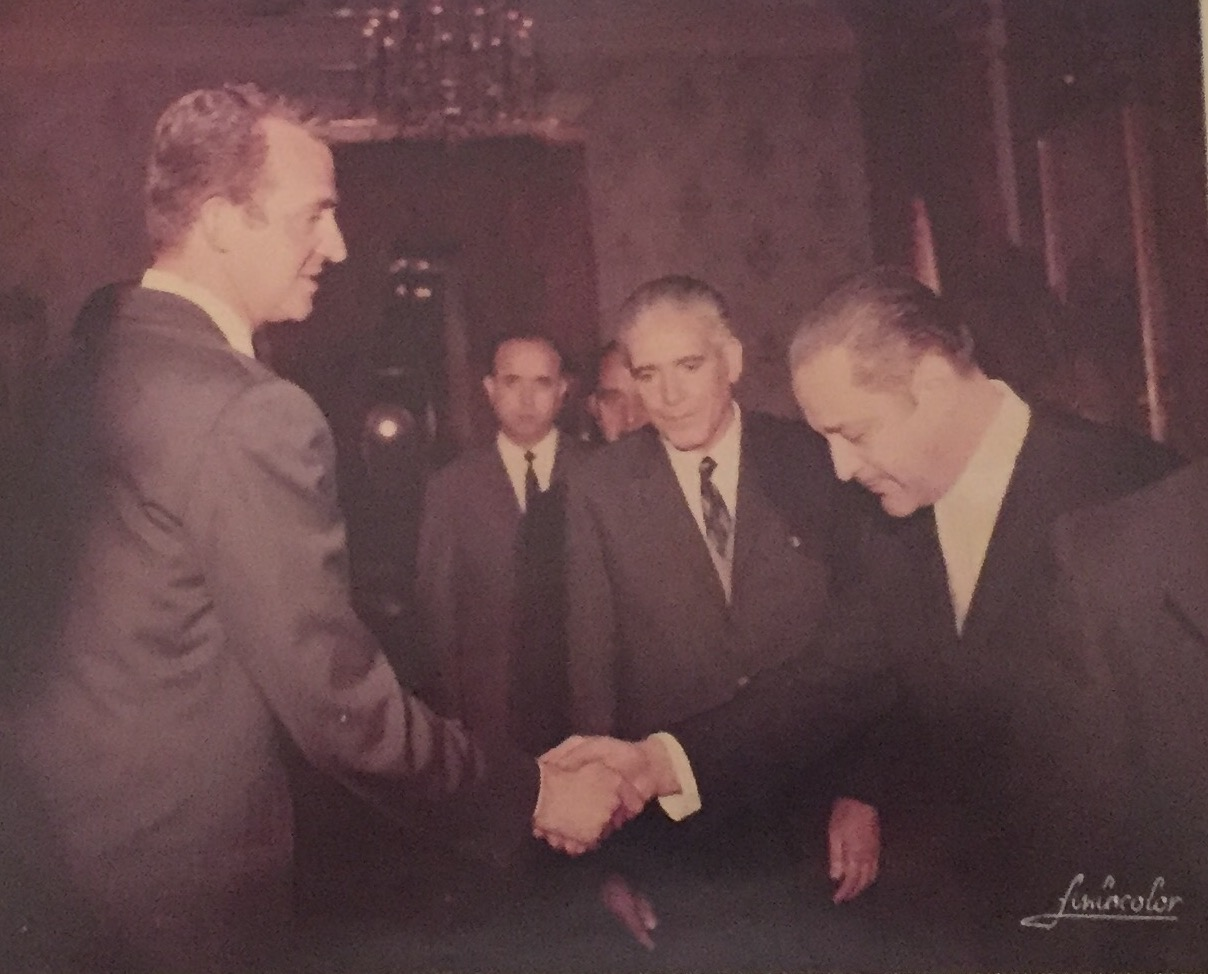
Rafael Clavijo García saludando al Príncipe de Asturias, posteriormente Rey de España Juan Carlos I.

Definido como "amante de su país y de su región", Clavijo desarrolló su carrera tanto durante la etapa del franquismo como en la transición hacia la democracia. 
Pese a la época en la que desempeñó cargos públicos, Clavijo tenía una escasa identificación con el régimen franquista, simpatizando con la monarquía desde antes de su restauración. Profesó una profunda fe católica.
Cabe destacar que la totalidad de su tarea filantrópica desarrollada desde 1991 hasta el día de su muerte, la llevó a cabo mientras dependía del procedimiento de diálisis para poder sobrellevar la insuficiencia renal que lo afectó durante el último tramo de su vida.

## Salud y fallecimiento
Clavijo padeció de insuficiencia renal desde finales de los años ochenta. Fue paciente de diálisis desde el año 1991.
Falleció en la ciudad de Santa Cruz de Tenerife el 21 de junio de 1999. Tenía 74 años.

## Vida privada
Se casó con Matilde Rodríguez Galván. Juntos tuvieron seis hijos: Rafael Jesús, Jorge Jesús, José Juan, Matilde Teresa, María Candelaria y Corviniano Ángel.

## Premios y reconocimientos
- Medalla de Oro de la Cruz Roja (Asamblea Provincial de la Cruz Roja, 1975)
- Medalla al Mérito Agrícola (Ministerio de Agricultura, 1975)
- Medalla del Centenario del Castillo de San Miguel (Ayuntamiento de Garachico, 1975)
- Medalla al Mérito Profesional (Colegio de Agentes Comerciales de Santa Cruz de Tenerife)
- Gran Cruz del Mérito Militar con distintivo blanco (Ministerio del Ejército, 1977)
- Medalla de Oro al Mérito Turístico (Ministerio de Información y Turismo, 1977)
- Medalla de la Orden Francisco de Miranda (República de Venezuela, 1977)
- Medalla de Oro al Mérito Provincial (Mancomunidad Provincial Interinsular de Santa Cruz de Tenerife, 1977)
- Medalla de Oro de la Provincia de Santa Cruz de Tenerife (Mancomunidad Provincial Interinsular de Santa Cruz de Tenerife, 1990)
- Medalla de Oro de la Torre del Conde (Excmo. Cabildo Insular de La Gomera, 1990)
- Medalla de Oro de la Isla de Tenerife (Excmo. Cabildo Insular de Tenerife, 1999)
- Medalla de la Fundación Carlos Manuel Céspedes (La Habana)

Entre otros méritos, el Ayuntamiento de Arafo puso su nombre a una calle del municipio "Calle Rafael Clavijo", en agradecimiento al apoyo en diversas causas sociales que dio Rafael a este municipio.